# چکاوک‌های پنجه‌کوتاه
چکاوک‌های پنجه‌کوتاه (نام علمی: Alaudala) سرده‌ای از چکاوک‌ها از تیرهٔ چکاوکان (Alaudidae) است. نام سرده از واژهٔ Alauda است.

### گونه‌ها
سردهٔ Alaudala دارای گونه‌های زیر است:
| نگاره | نام علمی            | نام رایج                   | پراکندگی                                   |
| ----- | ------------------- | -------------------------- | ------------------------------------------ |
|       | Alaudala athensis   | چکاوک پنجه‌کوتاه آثی        | جنوب کنیا و شمال تانزانیا                  |
|       | Alaudala cheleensis | چکاوک پنجه‌کوتاه آسیایی     | جنوب مرکزی تا شرق آسیا                     |
|       | Alaudala somalica   | چکاوک پنجه‌کوتاه سومالی     | شرق و شمال شرق آفریقا                      |
|       | Alaudala rufescens  | چکاوک پنجه‌کوتاه مدیترانه‌ای | حوزه مدیترانه و بخش‌هایی از خاورمیانه       |
|       | Alaudala heinei     | چکاوک پنجه‌کوتاه تورانی     | سیبری از غرب به ترکیه و از شمال به اوکراین |
|       | Alaudala raytal     | چکاوک شنی                  | دشت گنگ                                    |